# Джуніата (округ, Пенсільванія)
Шаблон:StateAbbr_ 40°32′ пн. ш. 77°24′ зх. д. / 40.53° пн. ш. 77.4° зх. д.
Округ Джуніата (англ. Juniata County) — округ (графство) у штаті Пенсільванія, США. Ідентифікатор округу 42067.

## Історія
Округ утворений 1831 року.

## Демографія
За даними перепису
2000 року
загальне населення округу становило 22821 осіб, зокрема міського населення було 3437, а сільського — 19384.
Серед мешканців округу чоловіків було 11353, а жінок — 11468. В окрузі було 8584 домогосподарства, 6467 родин, які мешкали в 10031 будинках.
Середній розмір родини становив 3,01.
Віковий розподіл населення поданий у таблиці:
| Стать    | До 15 років | 15-21 | 22-29 | 30-39 | 40-49 | 50-65 | 65-85 | Понад 85 |
| -------- | ----------- | ----- | ----- | ----- | ----- | ----- | ----- | -------- |
| Чоловіки | 2463        | 1056  | 1102  | 1649  | 1688  | 1937  | 1341  | 117      |
| Жінки    | 2277        | 980   | 1051  | 1608  | 1635  | 1904  | 1680  | 333      |

## Суміжні округи
- Снайдер — північ
- Нортамберленд — північний схід
- Дофін — південний схід
- Перрі — південь
- Франклін — південь
- Гантінгдон — південний захід
- Міффлін — північний захід.[7]

## Виноски
1. ↑  U.S. Decennial Census. United States Census Bureau. Архів оригіналу за 26 квітня 2015. Процитовано 8 березня 2015.
2. ↑  Historical Census Browser. University of Virginia Library. Архів оригіналу за 30 травня 2019. Процитовано 8 березня 2015.
3. ↑  Forstall, Richard L., ред. (24 березня 1995). Population of Counties by Decennial Census: 1900 to 1990. United States Census Bureau. Архів оригіналу за 20 березня 2015. Процитовано 8 березня 2015.
4. ↑  Census 2000 PHC-T-4. Ranking Tables for Counties: 1990 and 2000 (PDF). United States Census Bureau. 2 квітня 2001. Архів оригіналу (PDF) за 18 грудня 2014. Процитовано 8 березня 2015.
5. ↑  State & County QuickFacts. United States Census Bureau. Архів оригіналу за 6 червня 2011. Процитовано 17 листопада 2013.(англ.) Наведено за англійською вікіпедією.
6. ↑  American FactFinder. Бюро перепису населення США. Архів оригіналу за 26 лютого 2012. Процитовано 31 січня 2008.
7. ↑  Appendix F. Maps (PDF), 2000, архів оригіналу (PDF) за 26 липня 2017, процитовано 12 травня 2014

| США | Це незавершена стаття з географії США. Ви можете допомогти проєкту, виправивши або дописавши її. |